# گریگور یاقجیان
گریگور وارطانی یاقجیان (ارمنی: Գրիգոր Վարդանի Յաղջյան؛  زادهٔ ۲ دسامبر ۱۹۱۶ - درگذشته ۱۲ ژانویهٔ ۱۹۸۳) بازیگر، نمایش‌نامه‌نویس و نثرنویس اهل ارمنستان بود. وی بین سال‌های - تا - میلادی فعالیت می‌کرد.

## زندگی‌نامه
وی در ۲ دسامبر ۱۹۱۶ در آلکساندراپول به دنیا آمد و انستیتو ادبی ماکسیم گورکی (۱۹۵۹) فارغ‌التحصیل گشت. وی عضو اتحادیه نویسندگان اتحاد شوروی بود. وی در تئاتر دراماتیک دولتی وارطان آجمیان گیومری، تئاتر درماتیک وانادزور و تئاتر نمایشی هراچیا غاپلانیان فعالیت می‌کرد. همچنین برندهٔ جوایزی همچون هنرمند شایسته ارمنستان شوروی شده است. وی در ۱۲ ژانویهٔ ۱۹۸۳ در سن ۶۶ سالگی در ایروان درگذشت.